# Візьми мене штурмом
«Візьми мене штурмом» (фр. Raid dingue) — франко-бельгійська кримінальна комедія 2016 року, поставлена режисером Дені Буном.

## Сюжет
Приваблива, але незграбна дівчина-поліцейський Жоанна Паскалі (Аліс Поль) мріє вступити до елітного підрозділу «RAID», однак двічі не може скласти іспити. Її наречений Едуар (Патрік Мілле) побоюється такого палкого прагнення до нежіночої професії: через інтенсивні тренування Джо за об'ємом м'язів скоро перевершить Едуара. І от коли весілля от-от має відбутися, нареченій приходить лист, що її таки зараховано до «RAID».
Опинившись серед професійних бійців, Джо підкорює їх ентузіазмом і безстрашністю. Утім, беручи на себе ініціативу в складних завданнях, дівчина, надто добра для поліцейського і до того ж розсіяна, частіше ще більше заплутує ситуацію, ніж допомагає її розв'язати, хоча потім завжди знаходить вихід. Тільки командир підрозділу Ежен Фроссар (Дені Бун) не вірить у її здібності. Переживши зраду дружини, він розчарувався в жінках і тепер вважає, що жінки і спецназ — несумісні. Та зрештою саме Жоанні вдається позбавити командира прізвиська «Невдача», і він переконується, що від ненависті до прихильності — не така вже й велика відстань.

## У ролях
| • Аліс Поль         | … | Жоанна Паскалі        |
| • Дені Бун          | … | Ежен Фроссар          |
| • Мішель Блан       | … | Жак Паскуалі          |
| • Іван Атталь       | … | Віктор                |
| • Енн Марівін       | … | Ізабель, психолог     |
| • Патрік Мілле      | … | Едуар Дюбаррі         |
| • Сабіна Азема      | … | Марі-Кароліна Дюбаррі |
| • Франсуа Леванталь | … | Патрік Легран         |
| • Флоран Пейр       | … | Олів'є Лопес          |

## Знімальна група
- Автор сценарію — Дені Бун, Сара Камінські
- Режисер-постановник — Дені Бун
- Продюсер — Жером Сейду
- Виконавчий продюсер — Ерік Юбер
- Співпродюсери — Вів'єн Асланян, Дені Бун, Ромен Ле Гран, Патрік Кіне
- Оператор — Дені Руден
- Композитори — Максим Депре, Мішель Торджман
- Монтаж — Елоді Кодаччіоні
- Художник-постановник — Ерв Галле
- Художник з костюмів — Летиція Буї

## Виробництво
Зйомки фільму, яких було задіяно 400 осіб, тривали два з половиною місяці і проходили на території Франції і Бельгії. Через теракти в Парижі знімальний процес довелося частково перенести в павільйони.

## Нагороди та номінації
| Список нагород та номінацій | Список нагород та номінацій | Список нагород та номінацій | Список нагород та номінацій | Список нагород та номінацій | Список нагород та номінацій |
| Кінофестиваль/Кінопремія    | Рік                         | Категорія                   | Номінант(и)                 | Результат                   | Дж                          |
| --------------------------- | --------------------------- | --------------------------- | --------------------------- | --------------------------- | --------------------------- |
| Премія «Сезар»              | 2.03.2018                   | Приз глядачів               | Візьми мене штурмом         | Перемога                    | [ 4 ]                       |